# هنري ماكان
هنري ماكان (بالإنجليزية: Henry McCann)‏ (1887 في المملكة المتحدة - ) هو لاعب كرة قدم بريطاني (وحمل سابقاً جنسية المملكة المتحدة لبريطانيا العظمى وأيرلندا) في مركز مهاجم داخلي. لعب مع نادي هيبرنيان ولينكولن سيتي أف سي.